# 1154
1154 (MCLIV) a fost un an obișnuit al calendarului iulian.

## Evenimente
- 18 aprilie: Atabegul de Alep, Nur ad-Din apare cu trupele în fața Damascului; Mujir ad-Din Abaq solicită ajutoare de la regele Balduin al III-lea al Ierusalimului.
- 25 aprilie: Nur ad-Din obține controlul asupra Damascului, alungându-i pe selgiucizi; ajutoarele cruciaților sosesc prea târziu; Nur ad-Din reușește să unească întreaga Sirie sub o conducere unică, cu excepția emiratului de Chayzar, unde dinastia munqidhiților își menține autonomia; Mujir ad-Din Abaq și apropiații săi obțin diferite fiefuri în regiunea Homs.
- 24 iulie: Sinodul permanent bizantin anatemizează pe legații papali.
- octombrie: Împăratul Frederic Barbarossa începe o campanie în Italia.
- 13 noiembrie: După moartea marelui cneaz Iziaslav al II-lea, tronul Rusiei kievene este disputat între Iuri Dolgoruki și Rostislav I.
- 19 decembrie: Henric al II-lea Plantagenet se încoronează ca rege al Angliei; având posesiuni din Pirinei până în Scoția, devine cel mai puternic monarh european al vremii.

### Nedatate
- februarie: Ambasadorul Pisei, Ranieri Bottacci, negociază și obține de la califul fatimid Az-Zafir libertatea comerțului negustorilor pisani în Alexandria și Cairo.
- Bosnia devine ducat autonom.
- Este întemeiat orașul Birmingham, în Anglia.
- Împăratul bizantin Manuel I Comnen reconstruiește orașul Belgrad.
- Normanzii din Africa de nord, conduși de Roger al II-lea al Siciliei, ocupă Annaba (Bone), în Algeria.
- Prima mențiune a orașului Tallinn din Estonia, în cadrul hărții lumii realizate de al-Idrisi.
- Regele Erik IX al Suediei introduce creștinismul în Finlanda.
- Regele Ludovic al VII-lea întreprinde un pelerinaj la Santiago de Compostela.
- Regele Ludovic al VII-lea al Franței se căsătorește la Orleans cu Constance, fiica regelui Alfonso al VII-lea al Castiliei.

## Arte, științe, literatură și filozofie
- ianuarie: Muhammad al-Idrisi realizează un atlas al lumii, în onoarea regelui Roger al II-lea al Siciliei, care va rămâne cel mai bun atlas până la marile descoperiri geografice, sinteză a datelor oferite de știința antică și de notițele de călătorie ale arabilor.
- Contele Theobald al V-lea de Blois construiește castelul din Chinon.
- Este compusă cronica de la Peterborough, ultima versiune a Cronicii anglo-saxone.
- Este construit un al doilea spital (maristan) la Damasc.
- Trubadurul Benoît de Sainte-Meure compune Le Roman de Troie.

## Înscăunări
- 14 aprilie: Wilhelm I "cel Rău", rege al Siciliei (1154-1166).
- 16 aprilie: Al-Faiz, calif fatimid de Egipt.
- 14 decembrie: Papa Adrian al IV-lea (n. Nicholas Breakspear, singurul papă de origine engleză) (1154-1159).
- 19 decembrie: Henric al II-lea Plantagenet, rege al Angliei (1154-1189).

## Nașteri
- 11 noiembrie: Sancho I, rege al Portugaliei (d. 1212).
- Minamoto no Yoshinaka, shogun japonez (d. 1184)
- Vsevolod "Mare Cuib", mare cneaz de Vladimir (d. 1212)

## Decese
- 20 februarie: Roger al II-lea, rege al Siciliei (n. 1093).
- 16 aprilie: Az-Zafir, calif fatimid din Egipt (n. ?)
- 16 august: Ramiro al II-lea, rege al Aragonului (n. cca. 1075).
- 25 octombrie: Ștefan I, rege al Angliei (n. 1096).
- 13 noiembrie: Iziaslav al II-lea, cneaz de Vladimir și Volînia (n.c. 1097).
- 3 decembrie: Anastasie al IV-lea (n. Konrad de Suburra), papă (n. ?)
- Honoriu de Ratisbonna, monah, teolog și filosof german (n. 1080).
- Viaceslav, cneaz de Smolensk (n. 1083).